# 鎖舞
鎖舞（英語：Locking，最初稱為Campbellocking）是funk dance和街舞中的一種舞風，現今也與嘻哈有所關聯。鎖舞依賴快速、明顯的手臂以及手肘運動，搭配比較放鬆的臀部和腿部。這些運動通常又大又誇張，往往極具韻律感並且和音樂緊密接合。鎖舞是相當表演導向的，經常藉由微笑或高舉雙手擊掌(giving a high five)來與觀眾互動，具有喜劇性質。
鎖舞最初是隨著傳統放克(funk)音樂舞動，例如靈魂音樂之父詹姆斯·布朗。Funk音樂如今仍然廣泛地為跳locking的舞者們所偏愛，許多鎖舞比賽也使用funk音樂，像是法國的locking淘汰賽Juste Debout等。
Locking這個名字是由「鎖」（locking）的動作的概念而來，這個概念基本上是指從一個很迅速的運動中凝固不動，然後停在一個特定的姿勢，短暫地保持那樣的姿勢之後，又繼續回復到原來的速度。鎖(locking)的動作就會與許多相對快速而連續不斷的運動產生一種強烈的對比。鎖的動作向著觀眾或其他舞者施展，並且結合了默劇風格的表演。Locking包含了相當多的特技以及嚴苛的肢體活動，例如炸膝蓋(landing on ones knees)及劈腿。這些動作經常需要某種形式的膝蓋保護。
Locker是locking dancer的意思。Locker通常有著鮮明的衣著風格，像是鮮豔而有條紋及吊帶的服飾。

## 歷史
鎖舞的起始可以追溯到一個人，那就是Don Campbell。在1960年代晚期，他在表演時融合了好幾種流行舞蹈，並且加入他自己發明的動作（特別是「Lock」的動作）。最初lock的動作是意外創造出來的：有一次Don Campbell無法做出稱為Funky Chicken的動作，他於是停在一個特別的點上。他無法流暢地表演這個動作，因為他忘了下一步要怎麼做。(甚至連「對著觀眾施展」這個鎖舞的特點也是同時自然而然發展出來的：人們因為Don做出了不熟悉的動作而開始對著他大笑，而Don卻開始指(point)著他們。)當Don把這些停頓的動作加入他的表演中之後，這樣的停頓開始流行起來。結果就產生了稱為Campbellocking的舞蹈，後來被簡稱為locking。在1970年代早期，這個舞蹈引發了一種locking舞團的運動，特別是當Campbell成立了一個舞蹈團體「The Lockers」並且為鎖舞及其穿衣風格打下基礎。
Locker的衣著風格包含色彩鮮豔的條紋襪子、束在膝蓋的褲子、彩色明亮的大領緞帶襯衫、又大又亮的蝴蝶結、巨大的Apple Boy帽子和白色手套。
後來，鎖舞成為逐漸興旺的嘻哈舞蹈文化的一部分，並且影響了更為近代的舞風，例如popping、breakdancing和liquiding等。現在Locking仍然十分流行，目前許多藝人，像是碧昂絲，在他們的影片中以一些從鎖舞舞步中延伸出來的動作為特色。

## 動作
- Twirl up

- Lock

- Double Lock

- Point

- Muscle Man

- Hand Clap

- Punch/Pace

- Scoobie Doo

- ScooBot

- Scooba Hop

- Skeeter Rabbit

- Leo Walk/Rock Steady

- Stop&Go

- Kick&Walk

- 6 step

- Sneak

- Landing on ones knees

- Which a Way

- Funky Guitar

- The Hitchhiker